# Charles Ancillon

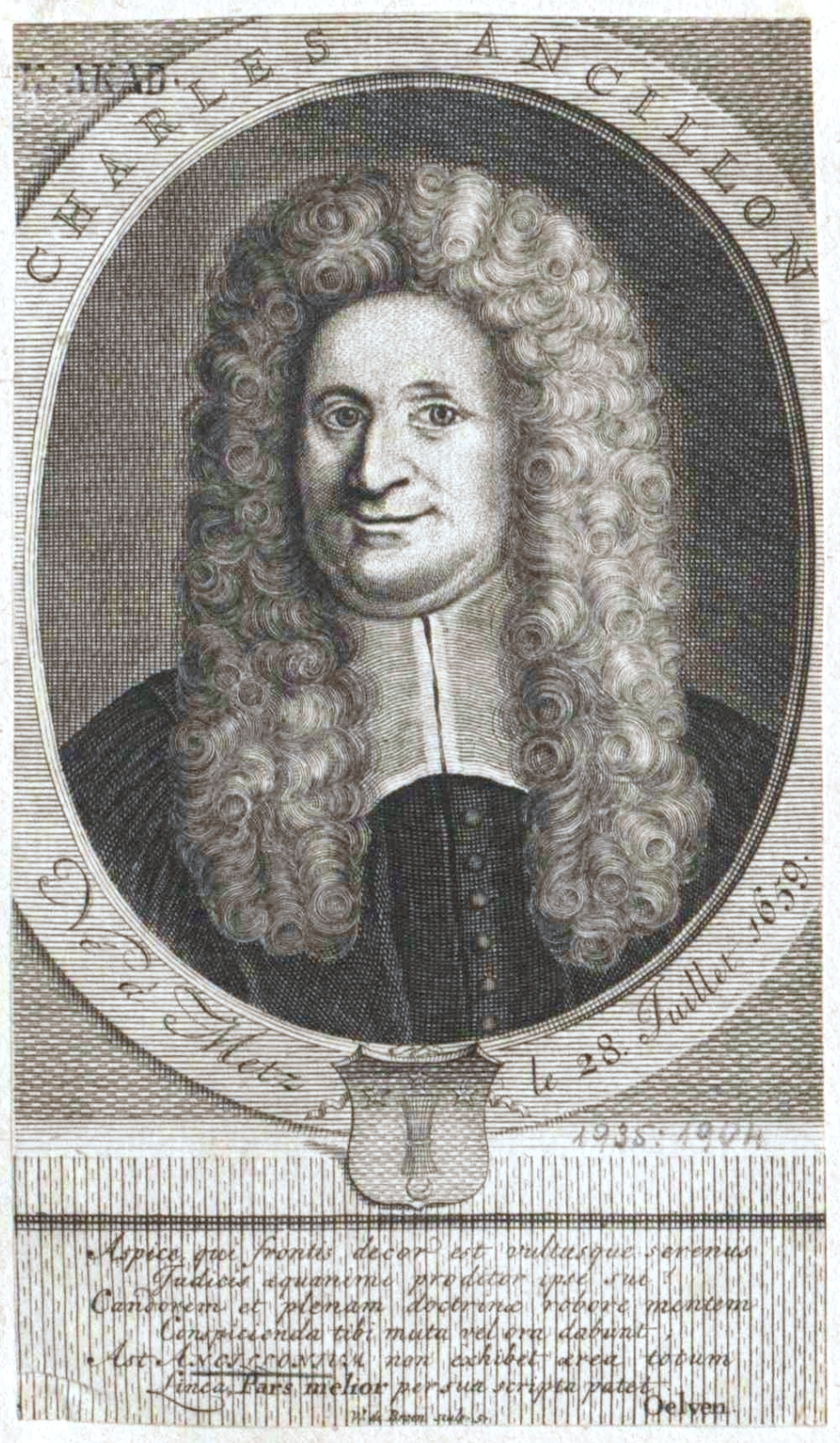
Charles Ancillon (1659–1715)

Charles Ancillon (* 28. Juli 1659 in Metz; † 5. Juli 1715 in Berlin) war ein französisch-deutscher Jurist und Diplomat.

## Leben
Charles Ancillon studierte an den Universitäten Marburg, Genf und Paris und an der Hohen Landesschule in Hanau. Anschließend ließ er sich 1685 als Parlamentsadvokat in seiner Vaterstadt nieder. Nach der Aufhebung des Edikts von Nantes am 18. Oktober 1685 durch den französischen König Ludwig XIV. folgte er seinem Vater David Ancillon nach Berlin. Sein Vater wirkte dort bis zu seinem Tod 1692 als Prediger der französisch-reformierten Gemeinde. Kurfürst Friedrich Wilhelm von Brandenburg berief Ancillon zum Gerichtsvorstand der französischen Kolonie und 1691 zum Gesandten in der Schweiz sowie bei Markgraf Karl III. Wilhelm von Baden-Durlach.
1699 kehrte Ancillon nach Berlin zurück und wurde Historiograph von König Friedrich I. und wirkte an der Gründung (zuvor 1689) und Leitung des Französischen Gymnasiums (Collège Francais) mit. Anschließend fungierte Ancillon als Polizeidirektor der preußischen Hauptstadt und starb dort in diesem Amt drei Wochen vor seinem 56. Geburtstag.
1707 wurde er als Ordentliches Mitglied in die Preußische Akademie der Wissenschaften aufgenommen.

## Familie
Aus Ancillons erster Ehe mit seiner Cousine Elisabeth Ancillon ging der reformierte Pfarrer Frédéric Luc Ancillon (1698–1758) hervor. Der Theologe und Philosoph Louis Frédéric Ancillon war Ancillons Enkel, der preußische Minister Jean Pierre Frédéric Ancillon sein Urenkel. 1711 heiratete Ancillon die Witwe Esther de Chamover.

## Ehrung
1996 wurde im Ortsteil Französisch Buchholz von Berlin-Pankow (einer seinerzeitigen Kolonie) der Ancillonweg nach ihm benannt.

## Werke
- Histoire de l’établissement des Français réfugiés dans les états de l’Electeur de Brandebourg. Berlin 1690.
  - Geschichte der Niederlassung der Réfugiés in den Staaten Seiner Kurfürstlichen Hoheit von Brandenburg. Berlin 1939, 80 S.
- L’irrévocabilité de l’édit de Nantes. Amsterdam 1688.
- La France intéressée à rétablir l’édit de Nantes. Amsterdam. 1690.
- Histoire de Soliman II. Rotterdam 1706.
- Traité des eunuques. 1707 [im Nachdruck: (publié par) Dominique Fernandez, Ramsay, Paris 1978, ISBN 2-85956-070-X.]